# Nhật báo

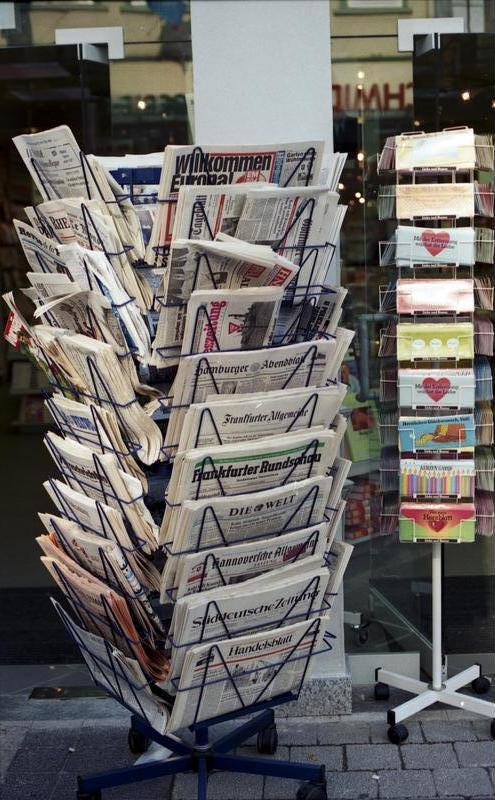
Một kệ bán báo tại Đức

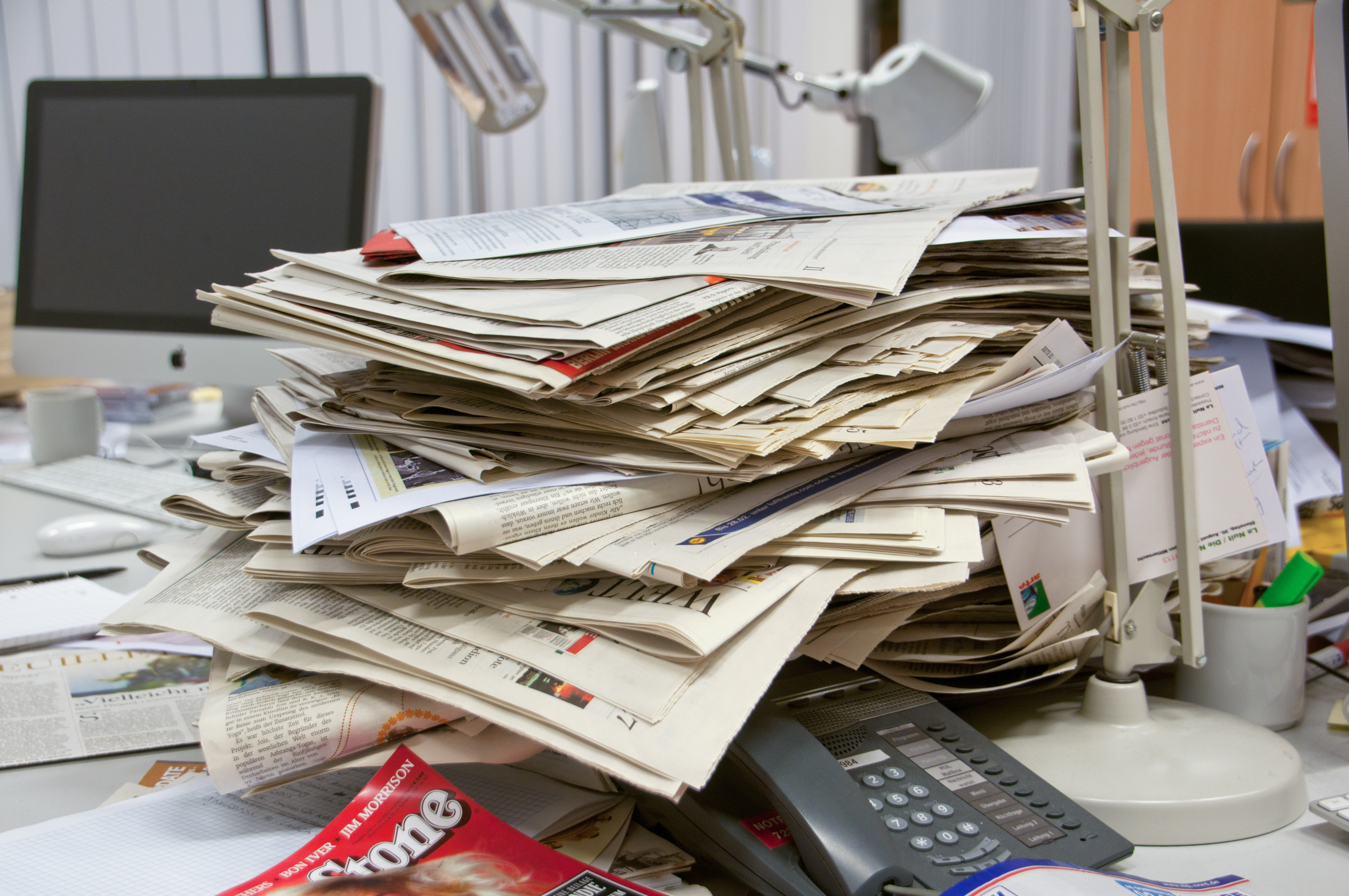
Một chồng báo cũ

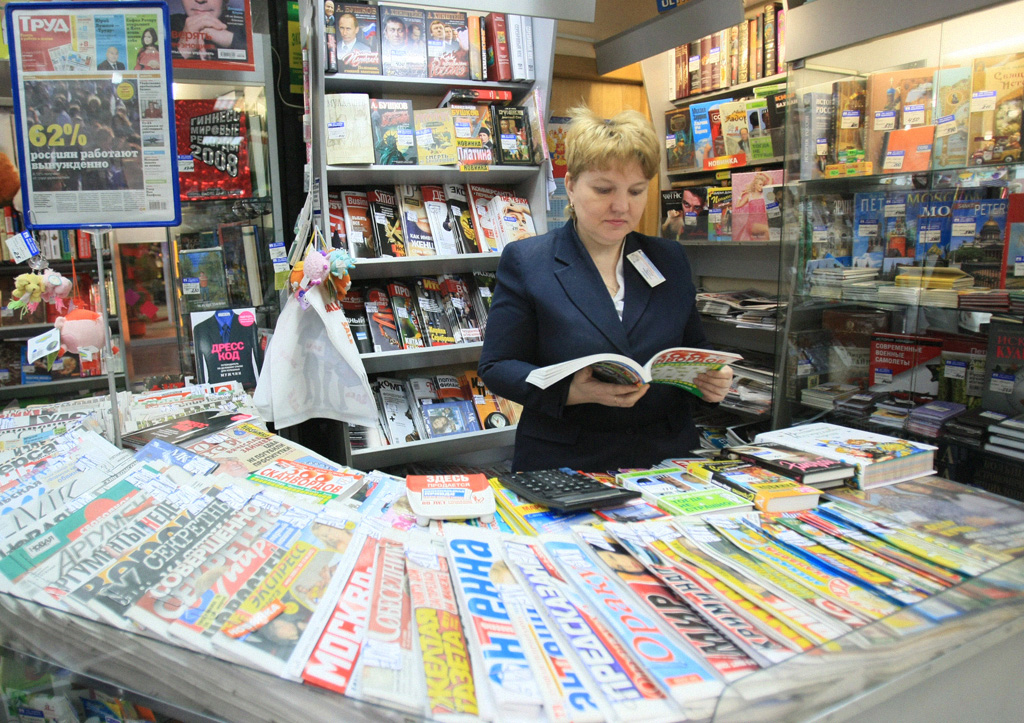
Một tiệm bán báo tại Moskva, Nga

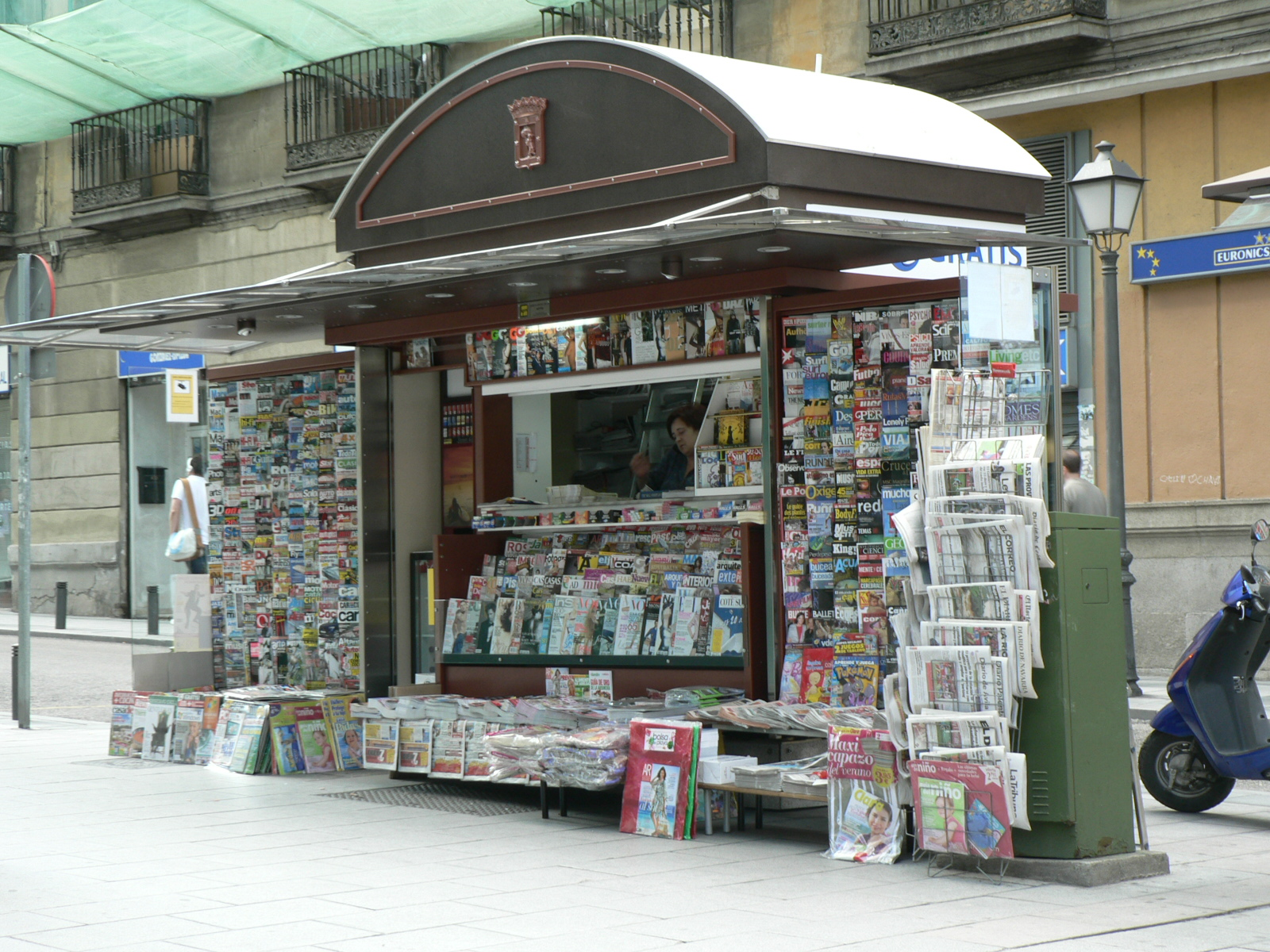
Một sạp báo tại Madrid, Tây Ban Nha

Nhật báo là báo ra hàng ngày, có thể xuất bản buổi sáng hoặc buổi trưa, buổi chiều. Nhật báo là khái niệm để phân biệt với các báo xuất bản theo định kỳ khác như là tạp chí.

## Các loại nhật báo
- Nhật báo thời sự: chủ yếu hướng vào các tin tức thời sự hàng ngày. Các tờ báo Lao động, báo Tuổi trẻ, báo Thanh niên, New York Times, Washington Post...
- Nhật báo kinh doanh: như Financial Times, Wall Street Journal...
- Nhật báo thể thao: như báo Bóng đá, báo Thể thao Hàng ngày...

## Cơ cấu của một nhật báo
- Phần nội dung:

Các báo phương Tây thường có nhiều phần (section); mỗi phần có rất nhiều trang. Các phần thường được xuất bản là thời sự (tin tức), kinh doanh, thể thao, cuộc sống, nấu ăn...
Các báo Việt Nam thường chia tờ báo ra thành nhiều trang mục khác nhau.
- Phần quảng cáo, rao vặt:

Báo phương Tây đăng quảng cáo trên mỗi trang, còn báo Việt Nam, do có quy định về việc số trang quảng cáo không được quá 10% tổng số trang nên thường tách ra thành một tập quảng cáo riêng.

## Xu hướng của nhật báo in
Ở Việt Nam hiện còn quá ít nhật báo.
Internet đang thắng thế rõ rệt và nhật báo đang dần bị thay thế bởi các báo điện tử.

## Các nhật báo lớn trên thế giới
- Yomiuri Shimbun - Nhật báo lớn nhất thế giới về số lượng phát hành: Trong suốt nhiều năm qua, Kỷ lục Guinness của Thế giới đã công nhận Yomiuri Shimbun của Nhật Bản; thành lập năm 1874; là tờ nhật báo lớn nhất thế giới hiện đại với số lượng phát hành lên tới hơn 14 triệu bản mỗi ngày. Số lượng này nhiều hơn tổng số lượng phát hành của cả 17 tờ báo ngày lớn nhất nước Mỹ cộng lại. Yomiuri hoạt động rộng khắp thế giới với 436 phân xã, văn phòng đại diện tại Nhật Bản và 28 phân xã tại nước ngoài.

Tờ báo này có hơn 3.100 phóng viên; nhiều gấp bốn lần tờ New York Times. Tờ báo thông thường có từ 24 đến 32 trang với số lượng in khổng lồ và in tại rất nhiều nhà in tại nhiều địa phương. Theo Hiệp hội Báo chí Thế giới.
Hiện nay, Yomiuri Shimbun đang phát hành đến 38% trong tổng số 34 triệu hộ gia đình Nhật Bản và hầu hết các hợp đồng phát phát báo hàng ngày. Hơn 60% số người mua báo dài hạn đặt mua cả ấn bản buổi sáng và ấn bản buổi chiều (với mức giá khoảng 11 USD/tháng).
- Các nhật báo lớn khác của Nhật Bản: Sau Yomiuri Shimbun, báo chí Nhật Bản còn 4 tờ khác có số lượng rất lớn là Asahi Shimbun (số phát hành hơn 12 triệu bản/ngày); Mainichi Shimbun (5,6 triệu bản); Nihon Keizai Shimbun hay còn gọi là Nikkei (hơn 4,6 triệu bản); Chunichi (4,5 triệu bản). Cả năm tờ báo lớn nhất Nhật Bản này cũng là 5 tờ báo ngày có số phát hành lớn nhất thế giới.
- Nhân dân nhật báo tại Trung Quốc: báo này đang xuất bản 21 ấn phẩm, trong đó có 11 nhật báo và 10 tạp chí. Biên chế của báo, chỉ riêng phóng viên, biên tập viên đã hơn 1.000 người; có hơn 70 văn phòng thường trú ở trong và ngoài nước… Đó là một khối lượng công việc và biên chế quá lớn đối với quy mô một cơ quan báo chí[3]
- Tại Việt Nam, nhật báo có số bán chạy nhất là báo Tuổi Trẻ tại Tp. Hồ Chí Minh.